# Robert Lee Wolff
Robert Lee Wolff (26 tháng 12 năm 1915, New York – 11 tháng 11 năm 1980, Cambridge, Massachusetts) là giáo sư lịch sử Đại học Harvard, nổi tiếng với tác phẩm năm 1956 The Balkans in our time (Balkan trong thời đại chúng ta) và cả một thư viện chuyên sưu tập tiểu thuyết tiếng Anh thời kỳ Victoria với hơn 18.000 cuốn.
Wolff lấy bằng cử nhân vào năm 1936 và bằng thạc sĩ từ trường Đại học Harvard, nơi ông làm giảng viên từ năm 1937 đến năm 1941, khi ông rời Harvard để gia nhập cơ quan tình báo Anh O.S.S. Là một chuyên gia hàng đầu về vùng Balkan, ông được bổ nhiệm làm trợ lý giám đốc phụ trách khu vực Balkan của O.S.S. Sau khi kết thúc Thế chiến II, Wolff dạy học bốn năm tại trường Đại học Wisconsin rồi sau đó vào năm 1950 trở thành phó giáo sư khoa lịch sử Đại học Harvard. Ông chính thức thành giáo sư vào năm 1955 và từng giữ chức trưởng khoa này từ năm 1960 đến năm 1963. Năm 1963–1964 Wolff là hội viên Guggenheim. Ông qua đời vì một cơn đau tim vào năm 1980 ở tuổi 64, trong khi vẫn còn là một thành viên tích cực của khoa lịch sử Đại học Harvard.
Wolff viết nhiều bài báo, lời đề tựa và tác phẩm lịch sử và văn học Anh và là đồng tác giả của ba cuốn sách giáo khoa được sử dụng rộng rãi trong các trường trung học và các khóa học lịch sử dành cho sinh viên năm cuối. Thư viện chứa đầy các cuốn tiểu thuyết tiếng Anh thời kỳ Victoria của ông đã được trường Đại học Texas tại Austin mua lại vào những năm 1980 với giá 2,6 triệu USD.

## Tác phẩm
- soạn cùng Crane Brinton và John B. Christopher:[4] A history of civilization (Lịch sử văn minh), 1955, Prentice-Hall (sách giáo khoa; bản thứ hai 1960; bản thứ ba 1967; bản thứ tư 1971; bản thứ năm 1976)
- The Balkans in our time (Balkan trong thời đại chúng ta), 1956, Harvard University Press[1] (sửa đổi 1974; tái bản 1978)
- soạn cùng Crane Brinton và John B. Christopher: Modern civilization: a history of the last five centuries (Nền văn minh hiện đại: lịch sử năm thế kỷ cuối cùng), 1957, Prentice-Hall (sách giáo khoa; bản thứ hai 1967; bản thứ ba 1973)
- Golden key: a study in the fiction of George MacDonald (Chìa khóa vàng: nghiên cứu tiểu thuyết của George MacDonald), 1961, Yale University Press[5]
- soạn cùng Crane Brinton và John B. Christopher: Civilization in the West (Văn minh phương Tây), 1964, Prentice-Hall (sách giáo khoa: bản thứ hai 1969; bản thứ ba 1973; bản thứ tư 1981)

Nguyễn Văn Lương biên dịch, Văn minh phương Tây, Nhà xuất bản Văn hóa Thông tin, 2004.
- Strange stories and other explorations in Victorian fiction (Những câu chuyện kỳ lạ và khám phá khác về tiểu thuyết thời Victoria), 1971, Garland Publishing, ISBN 0876450478
- Studies in the Latin empire of Constantinople (Nghiên cứu về đế quốc Latin thành Constantinople), 1976, Variorum, ISBN 0902089994
- Gains and losses: novels of faith and doubt in Victorian England (Lợi ích và thua thiệt: tiểu thuyết về đức tin và nghi ngờ ở nước Anh thời Victoria), 1977, Garland Publ, ISBN 0824016173[6]
- Sensational Victorian: the life and fiction of Mary Elizabeth Braddon (Tính giật gân thời Victoria: cuộc đời và tác phẩm của Mary Elizabeth Braddon), 1979, Garland Publ, ISBN 0824016181[7]
- William Carleton, Irish peasant novelist: a preface to his fiction (William Carleton, nhà tiểu thuyết viết về nông dân Ireland: lời mở đầu cho cuốn tiểu thuyết của ông), 1980, Garland Publ, ISBN 0824035275
- Nineteenth-century: a bibliographical catalogue based on the collection formed by Robert Lee Wolfe/compiled by Robert Lee Wolff (Thế kỷ XIX: bản liệt kê danh mục tác phẩm dựa trên bộ sưu tập do Robert Lee Wolfe tạo lập/Robert Lee Wolff biên soạn), 1981–1986, 5 tập, Garland Publ